# Tiro ai Giochi della XXXII Olimpiade - Trap femminile
La gara di trap femminile dei Giochi della XXXII Olimpiade si è svolta il 28 e il 29 luglio 2021. Vi hanno preso parte 26 atleti.
La gara è stata vinta dalla slovacca Zuzana Rehák-Štefečeková.

## Formato
L'evento si articola in tre fasi: un turno di qualificazione, una semifinale e la finale. Nella qualificazione, ogni atleta spara verso 125 piattelli suddivisi in 5 fasi da 25 piattelli l'una. Ad ogni fase, 10 piattelli sono lanciati da sinistra, 10 da destra e 5 frontalmente. I tiratori possono sparare fino a due colpi per ogni bersaglio.
I primi 6 tiratori del turno di qualificazione passano alla semifinale. Qui ogni atleta spara verso 15 piattelli, dove è permesso un solo colpo per ogni bersaglio. Il primo e il secondo si classificano alla finale per l'oro, il terzo e il quarto alla finale per il bronzo. Sia nella finale per l'oro che in quella per il bronzo, ogni atleta spara verso 15 piattelli.

## Record
Prima della competizione, i record olimpici e mondiali erano i seguenti:
| Qualificazione  | Qualificazione                         | Qualificazione | Qualificazione       | Qualificazione |
| --------------- | -------------------------------------- | -------------- | -------------------- | -------------- |
| Record mondiale | Satu Mäkelä-Nummela (Finlandia)        | 123            | Acapulco, Messico    | 18 marzo 2019  |
| Record olimpico | Non stabilito                          | -              | -                    | -              |
| Fase finale     |                                        |                |                      |                |
| Record mondiale | Ashley Carroll (Stati Uniti d'America) | 48             | Guadalajara, Messico | 5 marzo 2018   |
| Record olimpico | Non stabilito                          | -              | -                    | -              |

## Programma
| Data           | Ora (JPN/UTC+9) | Turno          |
| -------------- | --------------- | -------------- |
| 28 luglio 2021 | 9:00            | Qualificazioni |
| 29 luglio 2021 | 9:00            | Qualificazioni |
| 29 luglio 2021 | 14:30           | Finali         |

## Risultati

### Turno di qualificazione
| Pos. | Atleta                   | Nazionalità   | 1  | 2  | 3  | 4  | 5  | Totale | Shoot-off |
| ---- | ------------------------ | ------------- | -- | -- | -- | -- | -- | ------ | --------- |
| 1    | Zuzana Rehák-Štefečeková | Slovacchia    | 25 | 25 | 25 | 25 | 25 | 125    | Q         |
| 2    | Alessandra Perilli       | San Marino    | 24 | 25 | 25 | 24 | 24 | 122    | Q         |
| 3    | Silvana Stanco           | Italia        | 24 | 25 | 25 | 23 | 24 | 121+3  | Q         |
| 4    | Laetisha Scanlan         | Australia     | 24 | 25 | 24 | 23 | 25 | 121+2  | Q         |
| 5    | Penny Smith              | Australia     | 23 | 24 | 25 | 24 | 24 | 120+2  | Q         |
| 6    | Kayle Browning           | Stati Uniti   | 23 | 24 | 24 | 24 | 25 | 120+1  | Q         |
| 7    | Madelynn Bernau          | Stati Uniti   | 24 | 25 | 22 | 24 | 24 | 119    |           |
| 8    | Jessica Rossi            | Italia        | 25 | 23 | 24 | 23 | 24 | 119    |           |
| 9    | Sandra Bernal            | Polonia       | 24 | 23 | 22 | 24 | 25 | 118    |           |
| 10   | Natalie Rooney           | Nuova Zelanda | 23 | 23 | 23 | 23 | 25 | 117    |           |
| 11   | Wang Xiaojing            | Cina          | 22 | 24 | 23 | 24 | 24 | 117    |           |
| 12   | Carole Cormenier         | Francia       | 25 | 23 | 24 | 23 | 22 | 117    |           |
| 13   | Alejandra Ramírez        | Messico       | 22 | 23 | 25 | 21 | 25 | 116    |           |
| 14   | Fátima Gálvez            | Spagna        | 22 | 24 | 22 | 25 | 23 | 116    |           |
| 15   | Daria Semianova          | ROC           | 22 | 24 | 24 | 23 | 23 | 116    |           |
| 16   | Kirsty Hegarty           | Gran Bretagna | 24 | 24 | 23 | 22 | 23 | 116    |           |
| 17   | Ekaterina Subbotina      | ROC           | 24 | 24 | 25 | 20 | 23 | 116    |           |
| 18   | Deng Weiyun              | Cina          | 21 | 25 | 23 | 22 | 24 | 115    |           |
| 19   | Yukie Nakayama           | Giappone      | 21 | 24 | 22 | 25 | 23 | 115    |           |
| 20   | Selin Ali                | Bulgaria      | 22 | 24 | 23 | 24 | 22 | 115    |           |
| 21   | Ray Bassil               | Libano        | 24 | 20 | 23 | 24 | 23 | 114    |           |
| 22   | Maggy Ashmawy            | Egitto        | 19 | 24 | 24 | 22 | 24 | 113    |           |
| 23   | Ana Waleska Soto         | Guatemala     | 21 | 23 | 23 | 23 | 23 | 113    |           |
| 24   | Satu Mäkelä-Nummela      | Finlandia     | 23 | 23 | 24 | 21 | 22 | 113    |           |
| 25   | Mélanie Couzy            | Francia       | 22 | 22 | 22 | 22 | 22 | 110    |           |
| 26   | Adriana Ruano            | Guatemala     | 23 | 21 | 22 | 23 | 21 | 110    |           |

### Finale
| Pos. | Atleta                   | Serie | Serie | Serie | Serie | Serie | Serie | Shoot-off       |
| Pos. | Atleta                   | 1     | 2     | 3     | 4     | 5     | 6     | Shoot-off       |
| ---- | ------------------------ | ----- | ----- | ----- | ----- | ----- | ----- | --------------- |
|      | Zuzana Rehák-Štefečeková | 21    | 25    | 30    | 34    | 38    | 43    | Record olimpico |
|      | Kayle Browning           | 20    | 24    | 29    | 34    | 37    | 42    |                 |
|      | Alessandra Perilli       | 19    | 23    | 26    | 29    |       |       |                 |
| 4    | Laetisha Scanlan         | 19    | 24    | 26    |       |       |       |                 |
| 5    | Silvana Stanco           | 17    | 22    |       |       |       |       |                 |
| 6    | Penny Smith              | 13    |       |       |       |       |       |                 |